# Thurmont
Thurmont – miasto w Stanach Zjednoczonych, w stanie Maryland, w hrabstwie Frederick.